# A csojdzsin láma kolostora
A csojdzsin láma kolostora (mongolul Чойжин ламын сүм) Ulánbátor egykori buddhista vallási intézménye, amely ma múzeumként működik.

## Története
A komplexumot 1904 és 1908 között építették a 8. Dzsepcundamba Kutuktu, Ngavang Lobszang Csökji Nyima Tendzin Vangcsug utasítására öccse, az akkori csojdzsin láma, vagyis a  buddhista tanok mongóliai védelmezője számára. A csojdzsin láma egyben állami orákulum is volt. Az aktuális láma haláláig, 1918-ig élt a kolostoregyüttesben.
Az 1920-as években a mongol kommunisták, a Szovjetunió támogatásával átvették a hatalmat az országban, és megkezdődött a hagyományos vallási mozgalmak elnyomása. 1937–1938-ban több ezer lámát börtönöztek be és gyilkoltak meg, kolostoraikat országszerte lerombolták a bennük tárolt szent könyvekkel és vallási tárgyakkal együtt. Csak néhány épület élte túl a pusztítást, amelyeket később világi célokra használtak. Ezek közé tartozik a Bogdo Kán ulánbátori téli palotája és a csojdzsin láma kolostora is. Utóbbiban vallástörténeti múzeum nyílt 1942-ben, ahol olyan műtárgyakat állítottak ki, amelyek egykor a lerombolt vallási intézményekben voltak.
A templomegyüttes fontos példája a mongóliai buddhista vallási építészetnek. A komplexum területén öt templom található, mindegyiket más-más istenségnek szentelték. A pagodaszerű épületeket téglából emelték, tetejük oszlopokkal alátámasztott gerendákból készült, borításuk cserép. A fő templom volt az a hely, ahol a csojdzsin láma transzba esett, hogy jóslatokat tegyen.
A kolostor ma múzeumként működik, sárga- és vörösréz szobrok, tekercsfestmények, papírmasé szobrok és maszkok, textilek, metszetek, valamint vallási szertartásokon használt eszközök láthatók benne. Bejárata előtt domborművekkel díszített fal áll.

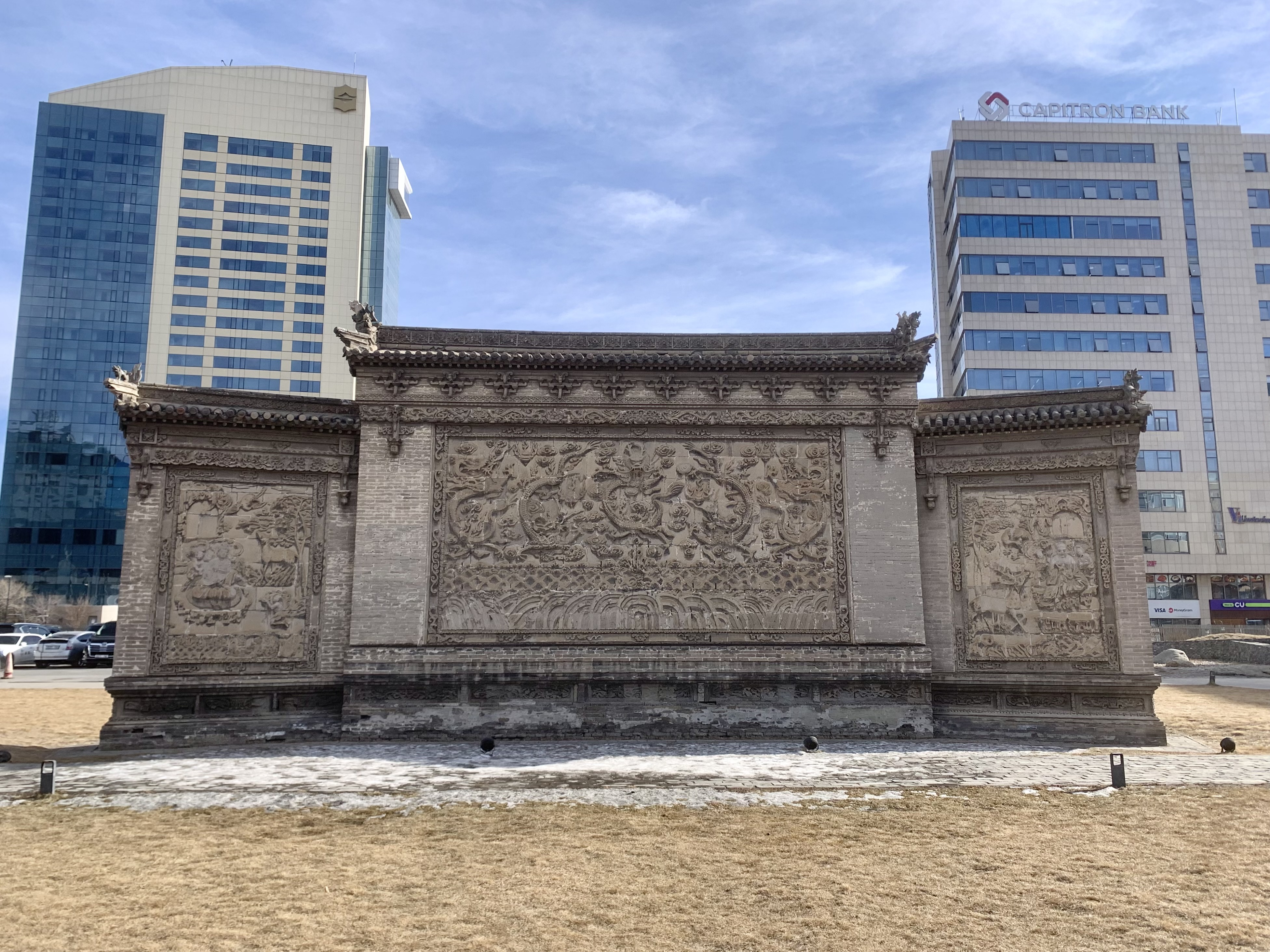
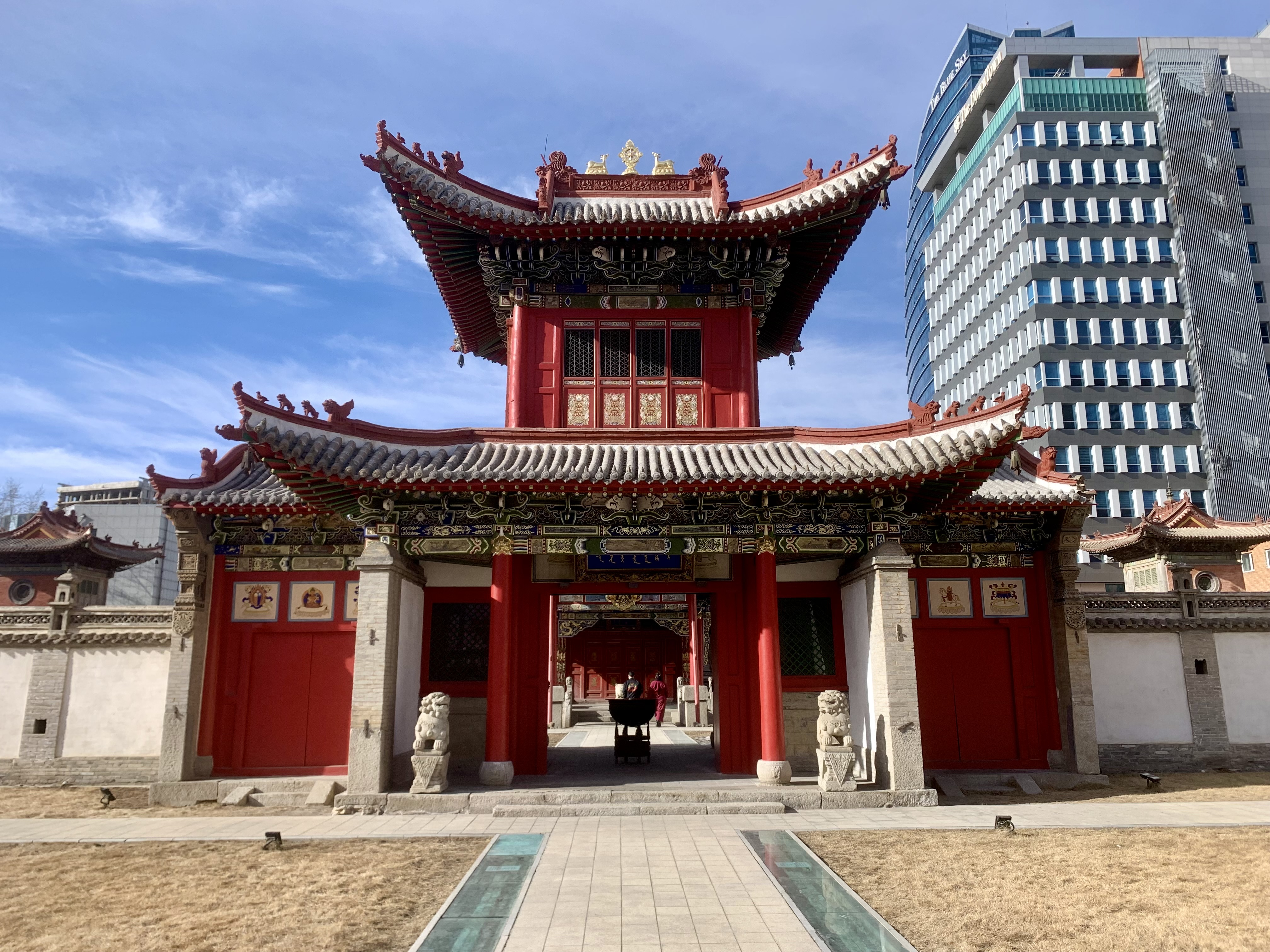
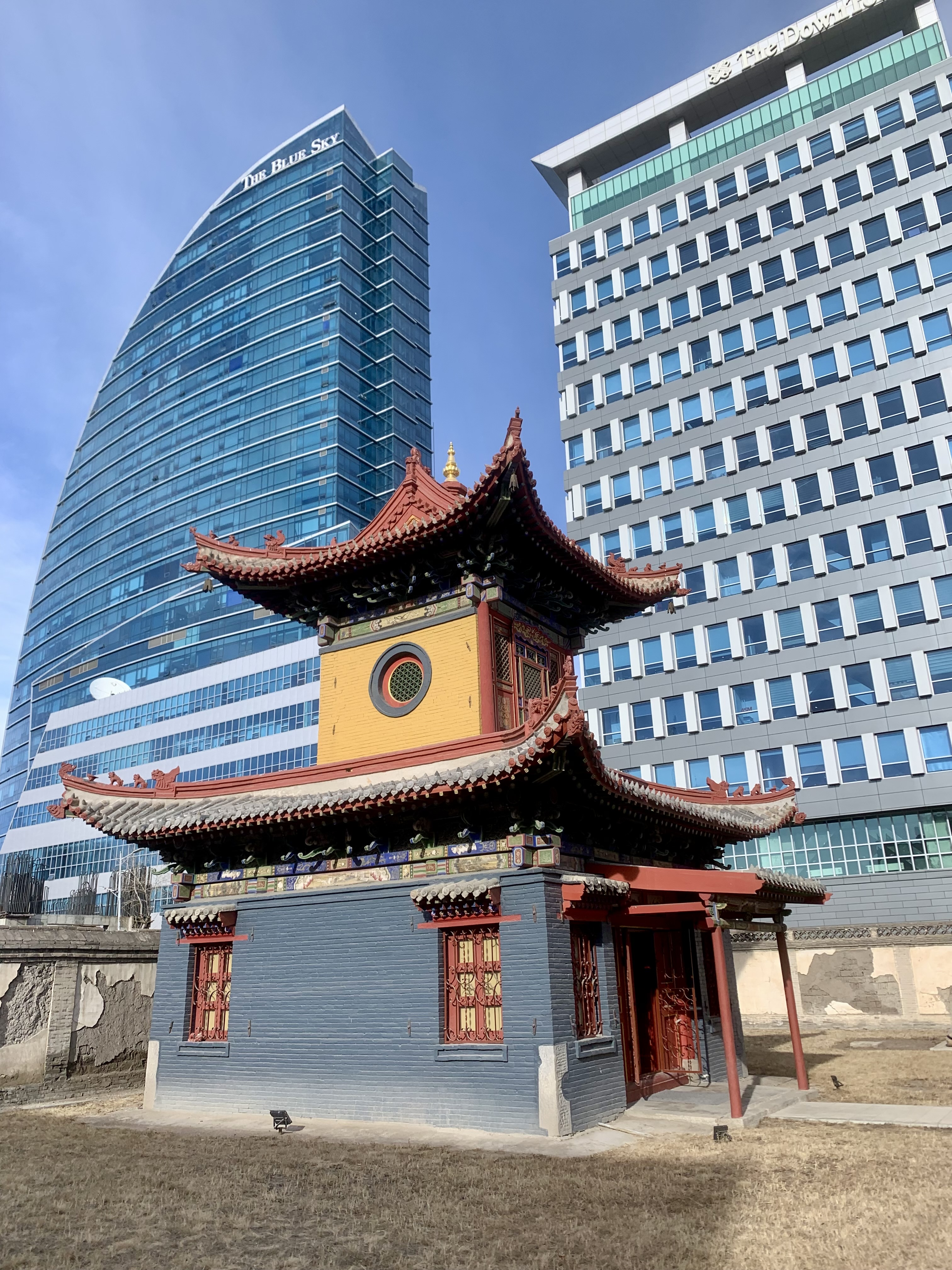
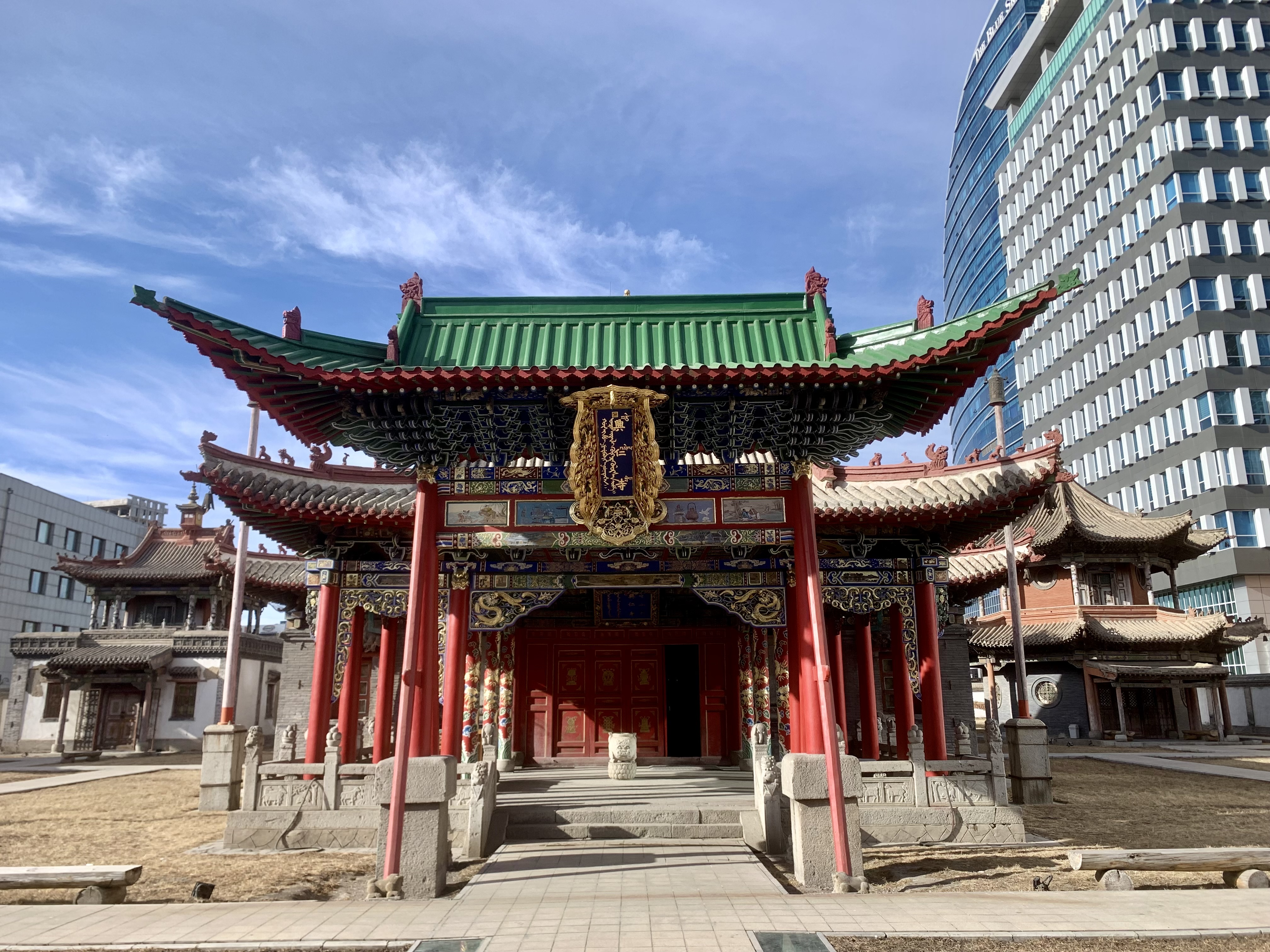
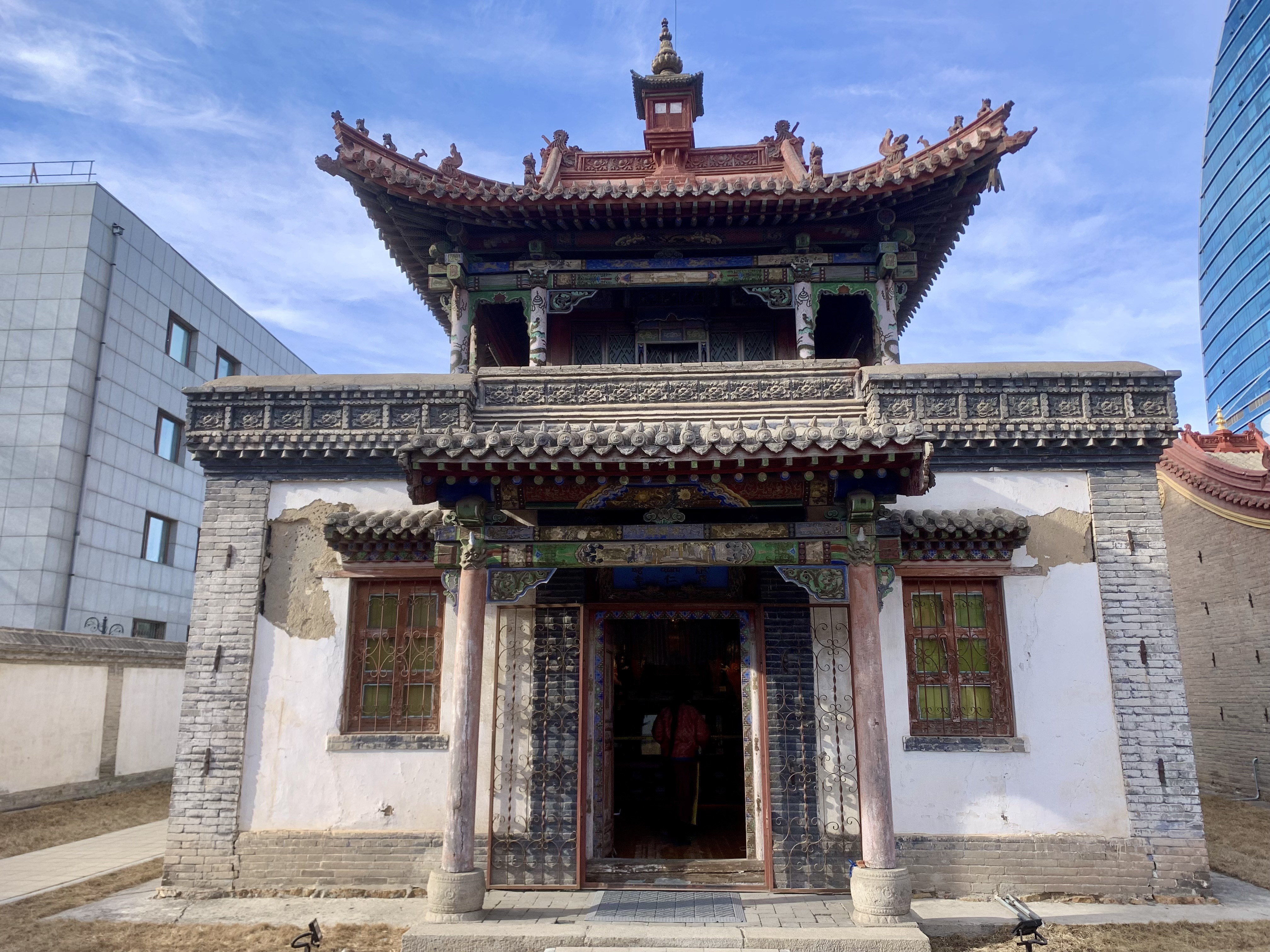
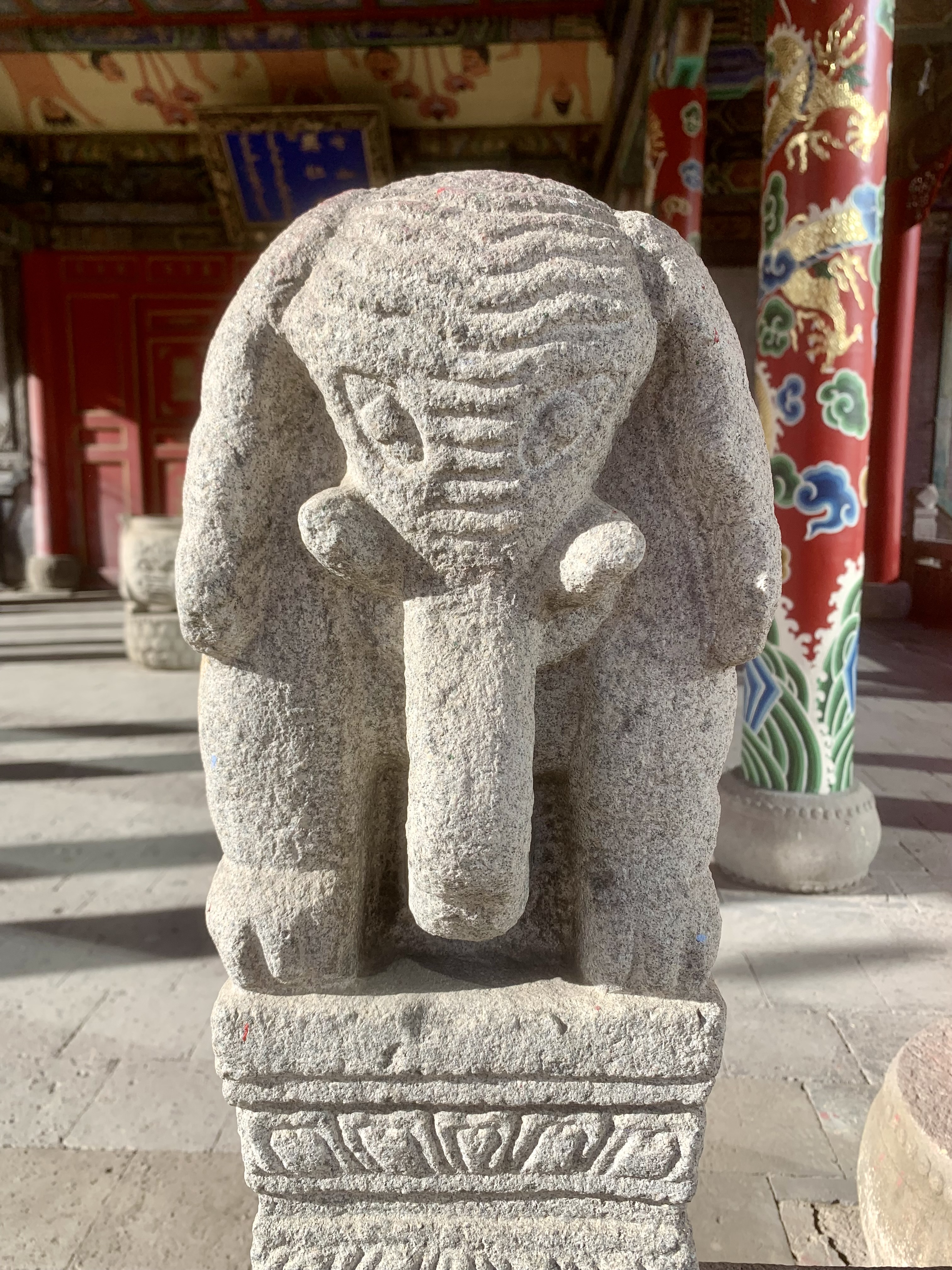